# Mausoleo Tonietti
Il mausoleo Tonietti è un edificio funerario situato in località Pinetina presso Cavo, nel comune di Rio sull'isola d'Elba.

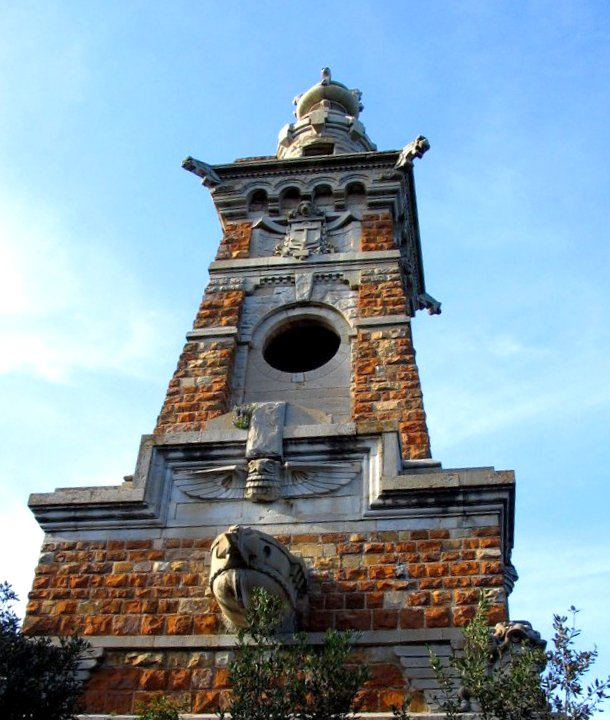
Il mausoleo Tonietti

## Storia
Il mausoleo venne costruito dall'architetto fiorentino Adolfo Coppedè per la famiglia Tonietti quale tomba di famiglia e come monumento a Giuseppe Tonietti, primo affittuario delle miniere elbane.
Tramite per l'incarico dell'opera fu l'industriale Pilade Del Buono, amico del Coppedè e socio di Ugo Ubaldo Tonietti, figlio di Giuseppe, nella società Elba fondata nel 1899.
La data di realizzazione è fissata al 1899 dal Cresti, tra il 1904 e il 1906 da Cozzi e Bossaglia e, più recentemente, tra il 1900 e il 1901.La mancata autorizzazione cimiteriale ne impedì un impiego secondo la volontà dei committenti e contribuì al suo abbandono e degrado.
Nel luglio 2025 una parte della cimasa è crollata, danneggiando anche i leoni sottostanti alla base.

## Descrizione

### Esterno
Il mausoleo si configura come un imponente torrione a pianta quadrata che sia per la forma che per la posizione richiama da vicino l'idea di un elaborato faro.
Isolato in vista del mare sul promontorio di Cavo, nella parte nord-est dell'isola, in mezzo ad un boschetto di lecci e macchia mediterranea cui si accede da una strada non asfaltata, il mausoleo è costruito su un basamento quadrangolare preceduto da una scalinata marmorea, oggi totalmente degradata. Era cinto in origine da una pesante balaustrata - attualmente scomparsa - e si eleva rastremandosi fortemente verso l'alto, con un voluto effetto scenografico.
Il materiale utilizzato per la costruzione è un  calcare grigio tagliato a bozze, con numerosi e caratterizzanti inserti in marmo bianco per gli eterogenei, magniloquenti episodi decorativi.
Pur nello stato di abbandono attuale, l'insieme si configura maestoso ed elaborato, ispirato ad un eclettico gigantismo tipico non solo dell'opera di Adolfo Coppedè, ma più in generale della produzione architettonica italiana di fine secolo.
L'ampio e profondo arco di accesso, chiuso da una preziosa cancellata in ferro battuto, è sostenuto da un doppio ordine di tozze colonne tuscaniche arricchite da mascheroni leonini; la ghiera dell'arco è in conci di marmo alternativamente rustici e decorati da medaglioni lisci.
Al di sopra del portale l'alta cornice si modella ai lati di uno spazio rettangolare, su cui è incisa la scritta "Famiglia Tonietti" in lapidario romano direttamente sormontata da un gufo stilizzato.
Motivi decorativi di ispirazione romano-imperiale sono ancora le grandi prue rostrate poste al centro dei prospetti laterali e le minacciose protome antropomorfe che arricchiscono le cantonate al di sopra della fascia marmorea perimetrale collocata all'altezza dell'imposta dell'arcone di accesso.
L'ordine superiore, sviluppato decisamente a mo' di obelisco dimensionalmente dilatato, vede un alleggerimento della componente plastica ed è caratterizzato da un largo inserto marmoreo al centro del fusto, su cui sono ritagliati gli oblò per l'illuminazione dell'interno, originariamente chiusi da vetrate colorate, e su cui sono posti, oltre l'ultima cornice, stemmi con simboli marinari.
Oltre la trabeazione di coronamento, sostenuta da archetti pensili e dotata di piccole grondaie di forma zoomorfa sugli spigoli, la torre si conclude una terrazza al centro della quale si eleva un ulteriore basso corpo cilindrico sormontato da un globo marmoreo. Come in molti edifici del Coppedè sono evidenti dei simboli esoterici di ispirazione massonica. Giuseppe Tonietti fu infatti alla guida della Loggia Luce del Tirreno a Rio Marina.

### Interno
All'interno più nulla è rimasto della configurazione originaria. L'elaborata cancellata in ferro battuto risulta in parte divelta, è crollato il solaio del pian terreno rendendo visibile il vespaio sottostante, non rimane alcuna traccia delle pavimentazioni né dei rivestimenti originali. In cattivo stato risulta anche la scaletta a chiocciola in ghisa posta al centro del vano elevata fino alla terrazza superiore.

## Fortuna critica
Considerato l'opera migliore della produzione di Adolfo Coppedè all'isola d'Elba, dove allo stesso architetto si devono per conto dei Del Buono la casa padronale della Fattoria di San Martino, l'edificio per abitazioni e la cappella di famiglia a Portoferraio, il mausoleo Tonietti si rivela significativo per lo stretto rapporto proprio del Coppedè tra architettura e repertori decorativi direttamente provenienti dalla pratica della scultura in legno. Nella sua estrema rappresentatività, l'edificio mostra inoltre spunti e schemi compositivi manifestamente ispirati ad alcuni progetti di Raimondo D'Aronco ed in particolare al monumento commemorativo per Venezia.